# ゴールドバッハの予想
| すべての 2 よりも大きな偶数は2つの素数の和として表すことができるか |

ゴールドバッハの予想（ゴールドバッハのよそう、英語: Goldbach's conjecture）とは、次のような加法的整数論上の未解決問題の1つである。ゴールドバッハ予想、ゴルドバッハの予想とも呼ばれる。
この予想はウェアリングの問題などと共に古くから知られ、クリスティアン・ゴールドバッハ（Christian Goldbach, 1690年 - 1764年）がレオンハルト・オイラーへの書簡（1742年）で定式化して述べたことからこの名前がついている。
4 × 1018 までの4以上のすべての整数について成立することが2015年に確認されていて、一般に正しいと想定されているが、多くの努力にもかかわらず未だに証明されていない。

## 概要

4 から 28 までの偶数を 2つの素数の和としてあらわした。ゴールドバッハは全ての 2よりも大きい偶数が少なくとも一通りで 2つの素数の和として表すことができることを予想した。

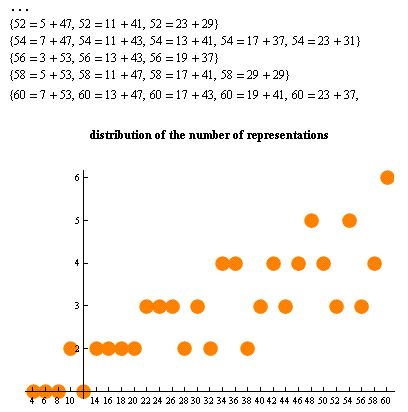
偶数を二つの素数で表す方法が何通りあるか表したグラフ。

予想には、ほとんど同値ないくつかの述べ方があり、次のように述べることが多い：
4以上の全ての偶数は、二つの素数の和で表すことができる。
6以上の全ての偶数は、二つの奇素数の和で表すことができる。
　素数のうち偶数であるのは、2 のみであるから、偶素数同士の和となるのは、4=2+2 であり、4 のみである。
例えば、6以上で22までの偶数を奇素数の和で表す場合は、
```
 6 = 3 + 3
 8 = 3 + 5
10 = 7 + 3 = 5 + 5
12 = 5 + 7
14 = 3 + 11 = 7 + 7
16 = 3 + 13 = 5 + 11
18 = 5 + 13 = 7 + 11
20 = 3 + 17 = 7 + 13
22 = 11 + 11 = 19 + 3 = 17 + 5

```

のように、二つの奇素数の和で表すことができる。2012年現在、4×1018までの全ての偶数について成り立つことが、コンピュータによって確かめられている。
ゴールドバッハはこの予想を更に緻密にして、こう予想した。
5より大きな任意の自然数は、三つの素数の和で表せる。
これから上が導けるのは、偶数を三つの素数の和で表すと素数の一つは 2 になっているからである（奇数+奇数+奇数=奇数になる。和が偶数になるには、奇数+奇数+偶数か、偶数+偶数+偶数しかない）。
多くの数学者は、素数分布の確率に関する統計学的な観察から、この予想は正しいと考えている（偶数が大きければ大きいほど、二つの素数の和で表されるというのはより"ありそうな"ことなのである）。
類似の予想として、「弱いゴールドバッハ予想」というものがある。これは5より大きい奇数は三つの素数の和で表せるという予想である。4より大きい偶数が二つの奇素数の和で表せるという「強いゴールドバッハ予想」が正しいならば、弱いゴールドバッハ予想も真である。これは
{\displaystyle 2n=p_{1}+p_{2}\quad n>2}
ならば
{\displaystyle 2(n+1)+1=p_{1}+p_{2}+3\quad n>2\,}
であることから明らかである。ここでp1およびp2は奇素数である。
また、一般化されたリーマン予想が正しいならば、弱いゴールドバッハ予想が導かれることが知られている。

## 現在までの主な進歩
- ノルウェーの数学者ブルンは1920年頃（いくつかの論文に分かれているため曖昧）、エラトステネスの篩を発展させた新しい篩法を用いて、十分大きなすべての偶数は、高々9つの素数の積であるような数の二つの和であることを証明した。
- ハーディとリトルウッドは1923年に、L関数に対する一般化されたリーマン予想（の若干弱い形を）を仮定して、全ての奇数 n ≧ n0 が3個の素数の和となるような下限 n0 が存在することを証明し、またその表現の個数の漸近公式を得た。また同様の仮定のもとにほとんどすべての偶数が二つの奇素数で表されること、すなわち例外的な数全体は零集合であることを証明。しかし偶数を二つの奇素数で表す仕方の数の漸近公式については予想するにとどまった。
- 1930年にソ連の数学者シュニレルマンは、2個の素数の和で表される数と0, 1からなる集合は正のシュニレルマン密度を持つことをブルンの篩を用いて初等的に示し、シュニレルマンの定理から、すべての自然数が高々 k 個の素数の和であるような、k が存在することを示した。
- 1937年にソ連の数学者ヴィノグラードフ（英語版）は三素数の問題に関して、三角和の方法を用いて、一般化されたリーマン予想を仮定することなしに、上記のような定数 n0 （現在、具体的にわかっている。{\displaystyle n_{0}=3^{3^{15}}}（Borozdin,1939）さらに良い評価として{\displaystyle n_{0}\approx 2\times 10^{1346}}（Liu Ming-Chit and Wang Tian-Ze,2002））の存在を証明した。（ヴィノグラードフの定理参照）
- 1938年頃、イギリスのエスターマン、ソ連の数学者チュダコフ、オランダの数学者ヴァン・デア・コルプトらは、それぞれ独立に、なんらの仮定もせずにほとんどすべての偶数は二つの奇素数の和であることを証明した。
- 1947年、ハンガリーの数学者レーニは大きな篩い（英語版）という新しい方法を用いて、すべての自然数を、素数と高々 k 個の素数の積である数との和で表すことのできるような、k が存在することを証明した。
- 中国の数学者陳景潤は1978年までに、十分大きなすべての偶数は、素数と高々二つの素数の積であるような数との和で表されることを証明した。下界が山田智宏により与えられている[8]。
- 1995年、フランスの数学者ラマレはすべての偶数が高々6個の素数の和として表せることを証明した。
- 2002年、ヒース＝ブラウン（英語版）とシュラーゲ＝プフタは十分大きなすべての偶数は2個の素数と13個の2の冪の和で表され、一般化されたリーマン予想が正しいならば、十分大きなすべての偶数は2個の素数と7個の2の冪の和で表されることを示した。
- 2009年、ゴールドバッハの予想に関する分散コンピューティングプロジェクト(BOINC)でGoldbach's Conjecture Projectが開始された。
- 2013年、ハラルド・ヘルフゴットによって弱いゴールドバッハ予想が証明された。
- 2015年、4 × 1018 までの4以上の全ての偶数について成立することが確認された[5]。

## ヒューリスティックな正当化

偶数 n (4 ≤ n ≤ 1,000) を二つの素数の和に分解する方法の数,

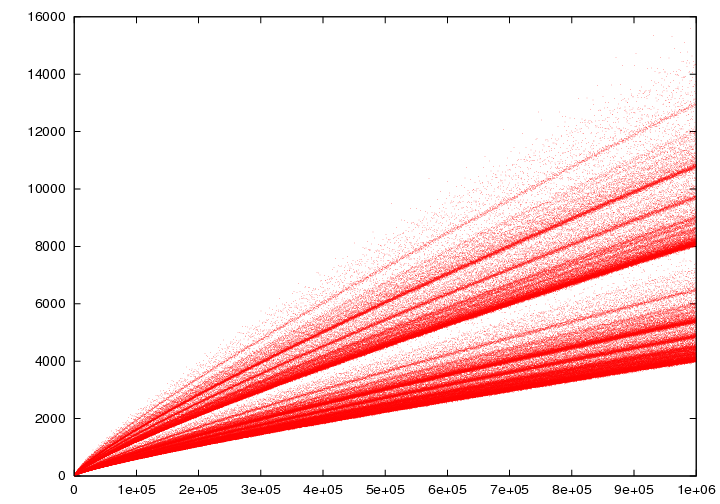
偶数 n (4 ≤ n ≤ 1,000,000) を二つの素数の和に分解する方法の数

素数の確率分布に焦点を当てた統計的考察から、十分大きな整数における本予想（強い予想および弱い予想）の成立が示唆される。一般に大きな数であるほど二つ三つの数の和に分解する方法も多くなるので、そのような和の中に一つは全て素数のものがあったとしても不思議ではない。
強い予想についてのヒューリスティックかつ確率論的な議論は、大まかには次のようなものである。素数定理によれば、無作為に選択した整数 m が素数である確率は 1/ln m である。故に十分大きな偶数 n に対し m が 3 ≤ m ≤ n/2 を満たすとき、m と n − m が共に素数である確率は 1/(ln m ln(n − m)) となる。このことから、十分大きな偶数 n を二つの素数の和に分解する方法の数は概ね
{\displaystyle \sum _{m=3}^{n/2}{\frac {1}{\ln m}}{1 \over \ln(n-m)}\approx {\frac {n}{2\ln ^{2}n}}}
であると計算できる。この値は n の増大につれて無限大に発散するので、恐らく任意の巨大な偶数は二つの素数の和に分解できるどころか、そのような方法は幾通りも存在するであろうと予想できる。
この議論は実際にはやや不正確である。理由は m と n − m が素数であるという二つの事象に統計的独立性を仮定しているためである。例えば m が奇数ならば n − m もまた奇数、m が偶数ならば n − m もまた偶数となるが、2 を除く整数は奇数のときしか素数となりえないため、これは二つの事象の間の非自明な関係となる。同様に n が 3 の倍数、m が 3 でない素数のとき、n − m は 3 と互いに素となる可能性があり、その分素数である確率も若干高くなる。1923年、ハーディとリトルウッドはこのような解析をより注意深く行い、次のように予想した。
予想 (ハーディ・リトルウッド予想の一部) ― 任意の固定された c ≥ 2 に対し、十分大きな整数 n を c 個の素数の和 n = p1 + … + pc (p1 ≤ … ≤ pc) として表現する方法の数は、次に漸近的に等しい。
{\displaystyle \left(\prod _{p}{\frac {p\gamma _{c,p}(n)}{(p-1)^{c}}}\right)\int _{2\leq x_{1}\leq \cdots \leq x_{c}:x_{1}+\cdots +x_{c}=n}{\frac {dx_{1}\cdots dx_{c-1}}{\ln x_{1}\cdots \ln x_{c}}}}
ただし式中の積は素数全体 p に渡って行い、γc,p(n) は合同式 n = q1 + … + qc mod p (q1, …,qc ≠ 0 mod p) の解の個数を表す。
この予想は c ≥ 3 において正しいことがヴィノグラードフにより厳密に証明されているが、c = 2 の場合は未だ証明されていない。c = 2 のとき上式は、n が奇数のとき 0 、n が偶数のとき
{\displaystyle 2\Pi _{2}\left(\prod _{p\mid n;p\geq 3}{\frac {p-1}{p-2}}\right)\int _{2}^{n}{\frac {dx}{(\ln x)^{2}}}\approx 2\Pi _{2}\left(\prod _{p\mid n;p\geq 3}{\frac {p-1}{p-2}}\right){\frac {n}{(\ln n)^{2}}}}
と単純化される。ただし Π2 はハーディ・リトルウッドの双子素数定数
{\displaystyle \Pi _{2}:=\prod _{p\geq 3}\left(1-{\frac {1}{(p-1)^{2}}}\right)=0.6601618158\ldots .}
である。
この予想は「拡張ゴールドバッハ予想（英: Extended Goldbach conjecture）」と呼ばれることもある。実際、強いゴールドバッハ予想は双子素数予想にとても良く似ており、これら二つの予想の難しさは概ね同程度であると考えられている。
記事中のゴールドバッハの分配函数をヒストグラムにすることで、上述の式をより見やすく描写することもできる。ゴールドバッハ彗星も参照。

## 厳密な結果
強いゴールドバッハ予想は、さらに非常に難しい。ヴィノグラードフの方法を使い、チュダコフ や、ヴァン・デル・コルプト や エスターマン は、ほとんど全ての偶数が 2つの素数の和として表すことができることを示した（この意味は、そのように書くことのできる偶数の確率が 1 に近づく傾向にあるという意味である)。1930年、レフ・シュニレルマンはで、任意の 1 より大きな自然数は C 個よりも多くない素数の和として書き表すことができることを証明した。ここに C は有効に計算可能な定数である。シュニレルマン密度を参照。シュニレルマンの定数は、この性質を持つ最も小さな数であり、シュニレルマン自身は C < 800000 を得た。この結果は多くの人々により拡張されている。オリバー・ラマレは、1995年に全ての偶数 n  ≥ 4 は、多くとも6つの素数の和であることを示した。ハラルド・ヘルフゴットは、2013年に弱いゴールドバッハ予想を証明したとする論文を発表したが、これが正しいとすると、その帰結として全ての偶数 n  ≥ 4 は多くとも4つの素数の和であることになる。
陳景潤は、1973年に篩法を使い、全ての十分に大きな偶数は 2つの素数の和として書き表されるか、もしくは一つの素数と半素数（2つの素数の積）の和として書き表すことができることを示した。例を挙げると、100 = 23 + 7·11　陳の定理を参照。
1975年、ヒュー・モンゴメリとロバート・チャールズ・ヴォーンは、「ほとんど」全ての偶数は 2つの素数の和として表すことができることを示した。詳しくは、正の数 c と C が存在して、全ての十分に大きな数 N に対して、N よりも小さな数は 2つの素数の和であることを、彼らは示した。この例外は、多くとも {\displaystyle CN^{1-c}} である。特に、2つの素数の和であらわされない偶数の集合は自然密度ゼロである。
ユーリ・リンニックは、1951年、全ての十分に大きな偶数が 2つの素数と 2 の 高々 K 乗との和として表せるような K が存在することを証明した。ロジャー・ヒースブラウンとジャン・クリストフ・シュラージ・プクタは、2002年に、K = 13 であることを発見した。これは、2003年にヤノス・ピンツとイムル・ルッツァにより K=8 と改善された。
数学の多くの有名な予想と同じように、ゴールドバッハ予想を解いたと主張する多くの「証明」があるが、数学の学会では受け入れられていない。

## 類似した問題
素数を、例えば平方数のような他の特別な数の集合に置き換えると、同じような問題を考えることができる。
- ジョゼフ＝ルイ・ラグランジュにより、すべての正の整数は高々4つの平方数の和であることが証明されている。素数の冪の和に関しては、ウェアリングの問題や、関連するウェアリング・ゴルドバッハの問題（英語版）を参照。
- ハーディとリトルウッドは彼らの予想 I として「全ての大きな奇数 (n > 5) は1つの素数と1つの素数の2倍の和である」ことを載せた(Mathematics Magazine, 66.1 (1993): 45-47.)。この予想は、ルモワーヌの予想（英語版）（あるいは、レヴィ予想）として知られている。
- プラクティカル数[注 1]に対するゴールドバッハ予想は、1984年に Margenstern により提示され[22]、1996年にジュゼッペ・メルフィ（英語版）により証明された。すなわち、全ての偶数は 2つのプラクティカル数の和である。
- 「4以上の偶数は2個の幸運数の和として表せる」という問題は、未解決である。

また整数環 Z と同じく一意分解整域である多項式環 Z[x] に対して同じような問題を考えると、これは証明することができる。Hayes (1965) 参照。